# Lars Herrmann (Politiker)
Klaus Lars Herrmann (* 12. April 1977 in Leisnig) ist ein deutscher Politiker (bis 2019 AfD). Er war von 2017 bis 2021 Mitglied des Deutschen Bundestages.

## Leben und Beruf
Nach dem Realschulabschluss 1993 an der Mittelschule Waldheim begann Hermann eine Ausbildung für den mittleren Vollzugsdienst beim Bundesgrenzschutz, die er 1996 abschloss. Nach einem Studium an der Hochschule des Bundes für öffentliche Verwaltung von 2007 bis 2010 wechselte Herrmann in den gehobenen Dienst; zuletzt war er als Polizeihauptkommissar in der Bundespolizeiinspektion Leipzig im Bereich Drogenkriminalität und Abschiebungen tätig.
Nach dem Ausscheiden aus dem Bundestag 2021 kehrte Herrmann an seine alte Position im Polizeidienst zurück.
Lars Herrmann ist verheiratet und hat drei Kinder. Er lebt in Parthenstein.

## Partei
Herrmann trat im März 2013 in die einen Monat zuvor gegründete Alternative für Deutschland ein und wurde im Oktober 2013 Schatzmeister des AfD-Kreisverbandes Landkreis Leipzig. Anschließend war er von Oktober 2016 bis Oktober 2017 Kreisvorsitzender der AfD Leipzig-Land.
Herrmann warb auf dem Nominierungsparteitag der sächsischen AfD 2017 damit, sich für die „Wiederherstellung der inneren Sicherheit“ sowie für die Abschiebung Ausreisepflichtiger einsetzen zu wollen. Er wolle als Vorsitzender eines Untersuchungsausschusses die Bundeskanzlerin für die Flüchtlingskrise in Deutschland ab 2015 „zur Rechenschaft ziehen“. Im Wahlkampf versprach er den Einsatz für Abschiebungen auch ohne finanzielle Anreize, „um keine Begehrlichkeiten zu wecken“, und in der Justiz plädiert er für „Abschreckung, Vergeltung, Sühne und Wiedergutmachung statt Kuscheljustiz“. Bei der Einwanderung müsse es eine „klare Trennung und Unterscheidung zwischen Asyl und qualifizierter Zuwanderung“ geben. Die „Einführung von direkter Demokratie nach Schweizer Vorbild“ nannte er als sein wichtigstes Ziel. Außerdem sei er für einheitliche Bildungsstandards in ganz Deutschland, jedoch gegen deren EU-weite Harmonisierung, und wolle sich einsetzen für „Löhne, von denen man leben kann,“ „schnelles Internet auch auf dem Land“.
Auf dem AfD-Bundesparteitag Ende November/Anfang Dezember 2019 in Braunschweig übte Herrmann Kritik an Björn Höcke, dem Wortführer der völkisch-nationalistischen Parteiströmung „Der Flügel“. Herrmann hatte beim Bundesparteitag gesagt, Höcke solle bei der Wahl zum Bundesvorstand kandidieren und sich dann „eine Klatsche abholen“. In der Folge wurde er aus seiner Landesgruppe Sachsen im Bundestag ausgeschlossen. Bereits zuvor hatte er sich als Gegner der Strömung profiliert und etwa den sogenannten „Appell der 100“ unterschrieben, der Björn Höcke und den Einfluss des „Flügels“ kritisierte.
Am 18. Dezember 2019 trat Herrmann aus der AfD und ihrer Bundestagsfraktion aus. Herrmann begründete den Schritt mit dem Kurs der Partei und insbesondere dem Einfluss des rechtsextremen „Flügels“ in seinem Bundesland Sachsen. Die Landesgruppe Sachsen seiner Partei im Bundestag habe ihn nach eigener Aussage nach seiner Kritik an Björn Höcke und ohne vorherige Anhörung ausgeschlossen. Er sei angesichts dessen nicht mehr bereit, sich Äußerungen von „Flügel“-Vertretern zurechnen zu lassen.
Anfang 2022 wurde Herrmann Mitglied der CDU. Seine Aufnahme wurde vom Kreisverband Landkreis Leipzig nach Absprache mit dem CDU-Landesvorsitzenden und Ministerpräsidenten Michael Kretschmer bestätigt.

## Abgeordneter
2014 wurde Herrmann in den Kreistag des Landkreises Leipzig gewählt.
Zur Bundestagswahl 2017 trat er für die AfD im Wahlkreis Leipzig-Land an sowie auf Platz 10 der Landesliste Sachsen. Im Wahlkreis erreichte er mit 28,7 % den zweiten Platz und zog über die Landesliste in den 19. Deutschen Bundestag ein. Am 18. Dezember 2018 teilte Herrmann mit, dass er nicht mehr der AfD-Bundestagsfraktion der 19. Wahlperiode angehört. Vom 22. Februar 2018 bis zum 13. Februar 2020 gehörte er dem Gremium nach § 23c Absatz 8 Zollfahndungsdienstgesetz an. Er war beratendes Mitglied im Ausschuss für Inneres und Heimat.